# او ندارد مرا دوست
او ندارد مرا دوست (انگلیسی: She Loves Me Not) یک فیلم کمدی صامت کوتاه به کارگردانی گیلبرت پرت است که در سال ۱۹۱۸ منتشر شد.

## بازیگران
- هارولد لوید
- اسناب پالرد
- ببه دنیلز
- سمی بروکس
- لو هاروی
- باد جیمیسون
- مارگارت جاسلین
- دی لمپتون
- ماری موسکینی
- جیمز پروت
- دوروثیا والبرت
- نوآ یانگ
- استل هَریسون